# Tom Clancy’s Ghost Recon (seria)
Tom Clancy’s Ghost Recon – seria taktycznych gier akcji promowana nazwiskiem Toma Clancy’ego.

## Wydane gry
- Tom Clancy’s Ghost Recon (PC, Mac, PS2, XBX, GCN) – 2001
  - Tom Clancy’s Ghost Recon: Desert Siege (PC, Mac) – 2002
  - Tom Clancy’s Ghost Recon: Island Thunder (PC, XBX) – 2002
  - Tom Clancy’s Ghost Recon: Jungle Storm (PS2, N-Gage) – 2004
- Tom Clancy’s Ghost Recon 2 (PS2, XBX, GCN) – 2004
  - Tom Clancy’s Ghost Recon 2: Summit Strike (XBX) – 2004
- Tom Clancy’s Ghost Recon Advanced Warfighter (PC, PS2, XBX, X360) – 2006
- Tom Clancy’s Ghost Recon Advanced Warfighter 2 (PC, PS3, PSP, X360) – 2007
- Tom Clancy’s Ghost Recon Predator (PSP) – 2010
- Tom Clancy’s Ghost Recon: Future Soldier (PC, PS3, X360) – 2012
- Tom Clancy’s Ghost Recon Online (PC) – 2014
- Tom Clancy’s Ghost Recon Wildlands (PC, PS4, XONE) – 2017
- Tom Clancy’s Ghost Recon Breakpoint (PC, PS4, XONE) – 2019